# Dračinec pruhovaný
Dračinec pruhovaný (Dracaena sanderiana), ve světě známý jako Lucky Bamboo, je druh dračince, pocházející z tropické Afriky. Dováží se však nejčastěji z Číny, Korey a Tchaj-wanu. Jde o rostlinu ze skupiny malých, keřovitých odrůd se štíhlým stvolem a pružnými vejčitě kopinatými listy, která roste v deštných lesích. Dorůstá do výšky kolem 150 cm, délka jejích listů se pohybuje v rozmezí 15–25 cm.

## Pěstování a užití
Dracaena sanderiana a jí příbuzné odrůdy jsou oblíbenými pokojovými květinami. Je to rostlina vhodná do stísněného prostoru a nejvhodnější je stanoviště s rozptýleným světlem nebo polostínem, protože přímé sluneční záření způsobí zežloutnutí a popálení listů. Teploty snáší v rozmezí od 15 °C do 22 °C.
Přestože je lepší dracaenu pěstovat v zemině, často ji můžeme koupit i zakořeněnou ve vodě. Pokud je dračinec pěstován ve vodě, měla by být měněna nejméně jednou za dva týdny. Doporučuje se však vodu vyměnit každý týden a pod tekoucí vodou opláchnout i samotné kořínky. Nejlépe se dračinci daří v měkké vodě s nízkým obsahem chlóru. Vodu natočenou z kohoutku je dobré před použitím nechat jeden den odstát. Pokud bude ve váze s dračincem příliš mnoho vody, může to způsobit hnilobu. Proto stačí, aby byly ve vodě ponořeny pouze konce stonku s kořínky.
Množí se odříznutím části kmínku těsně nad očkem. Řízkování je možné provádět celoročně.